# Dawit Bakradse

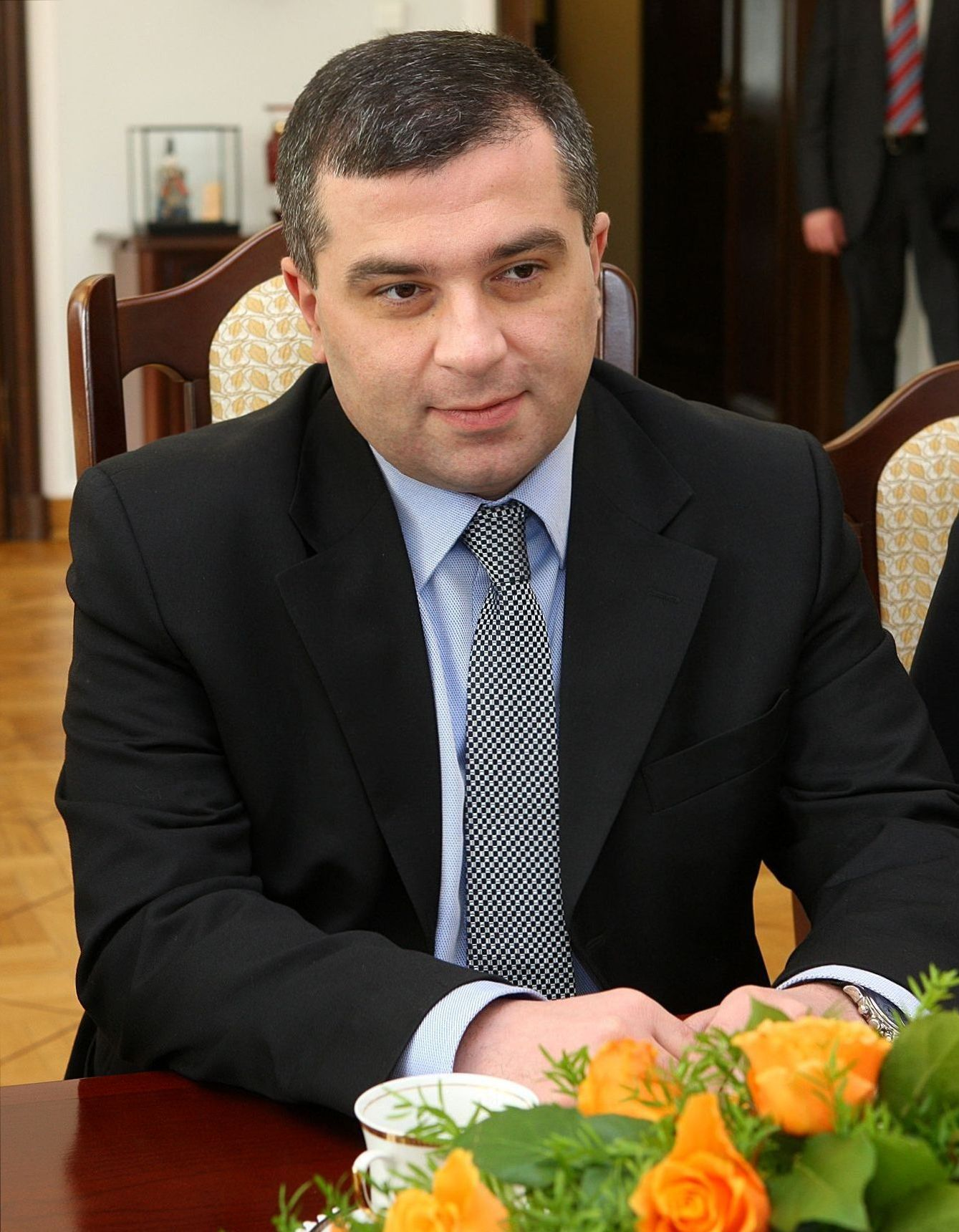
Dawit Bakradse (2010)

Dawit Bakradse (georgisch დავით ბაქრაძე; * 1. Juli 1972 in Tiflis, Georgische Sozialistische Sowjetrepublik, UdSSR) ist ein georgischer Diplomat und Politiker (Vereinte Nationale Bewegung). Der promovierte Physiker war von Januar bis April 2008 Außenminister Georgiens. Von Juni 2008 bis Oktober 2012 war er Präsident des georgischen Parlaments. 2013 trat er als Präsidentschaftskandidat der Vereinten Nationalen Bewegung an.

## Leben

### Studium
1994 schloss er ein Studium an der Georgischen Technischen Universität ab, absolvierte anschließend ein Aufbaustudium in Radiophysik. 1995 und 1996 studierte er am Georgisch-Amerikanischen Institut für Öffentliche Angelegenheiten. An der Staatlichen Universität Tiflis promovierte er in Physik und Mathematik.
1997 belegte er Fortbildungskurse am Swiss International Relations Institute in Genf, 1998 am George Marshall European Centre for Security Studies in Deutschland. 2001 schloss er ein Studium am NATO Defence College in Rom ab.

### Öffentlicher Dienst
1997 trat er als stellvertretender Leiter der Abteilung für Abrüstungs- und Waffenkontrolle in das georgische Außenministerium ein, von 1998 bis 2000 war er Leiter dieser Abteilung. 2000 bis 2002 war er stellvertretender Chef der militärpolitischen Abteilung im Außenministerium. 2002 wechselte er zum Nationalen Sicherheitsrat Georgiens. Dort war er zunächst Leiter des Dienstes für Sicherheitsangelegenheiten, dann Chef der Abteilung für auswärtige Sicherheit und Konflikte (2003) und schließlich Chef der Abteilung für politische Sicherheit (2004).

### Abgeordneter
Im gleichen Jahr wurde er auf der Liste der Vereinten Nationalen Bewegung als Abgeordneter in das georgische Parlament gewählt. Er war Vorsitzender des parlamentarischen Ausschusses für euro-atlantische Integration.

### Minister
Am 19. Juli 2007 wurde er georgischer Minister für Konfliktlösungen und damit Chefunterhändler für die sezessionistischen Gebiete Abchasien und Südossetien. Am 31. Januar 2008 wählte ihn das Parlament auf Vorschlag Premierminister Lado Gurgenidses zum georgischen Außenminister. Bereits am 23. April desselben Jahres trat Bakradse von seinem Ministeramt zurück, um als Spitzenkandidat der regierenden Vereinten Nationalen Bewegung an der bevorstehenden Parlamentswahl teilzunehmen. Das georgische Außenamt übernahm kommissarisch Grigol Waschadse bis Eka Tqeschelaschwili zur neuen Außenministerin bestellt wurde.

### Parlamentspräsident, Präsidentschaftskandidat
Bei der Parlamentswahl vom 21. Mai 2008 wurde er erneut ins georgische Parlament gewählt und auf der konstituierenden Sitzung der neu Volksvertretung am 7. Juni zum Parlamentspräsidenten gewählt. Nach der Wahlniederlage seiner Partei bei der Parlamentswahl 2012 wurde er Oppositionsführer. Im Juni 2013 wurde er als Präsidentschaftskandidat der Vereinten Nationalen Bewegung nominiert.
Bakradse ist verheiratet und hat zwei Kinder. Er spricht Georgisch, Englisch und Russisch. Er diente in den georgischen Streitkräften und ist Reserveoffizier.